# Rachel Ashley
Rachel Ashley (Louisville, Kentucky; 4 de julio de 1964) es una actriz pornográfica estadounidense.

## Premios
- 1984 - Premio AVN a la Mejor actriz revelación[2]
- 1985 - XRCO Award por Best Sensual Female (por Every Woman Has a Fantasy)[3]
- 1985 - XRCO Award por Best Copulation Scene (con John Leslie por Every Woman Has a Fantasy)[3]